# Угрин, Зенон Романович
Зенон (Зеновий) Романович Угрин (28 августа 1960, Дрогобыч — 4 декабря 2013, там же) — советский и украинский футболист, нападающий.

## Карьера
Воспитанник юношеской команды из города Дрогобыч (Львовская область, Украина).
В 1979 году провёл 12 матчей в Высшей лиге СССР за клуб СКА (Ростов-на-Дону). Дебютный матч сыграл 27 мая 1979 года против одесского «Черноморца». 6 июня того же года в игре против бакинского «Нефтчи» забил свой единственный гол в высшей лиге. В 1980 году тоже числился в составе СКА, но на поле не выходил.
В 1981 выступал за куйбышевские «Крылья Советов». В 1982—1983 два сезона отыграл в Липецке за местный «Металлург». С 1984 по 1986 провел 100 матчей за клуб «Прикарпатье» из Ивано-Франковска.
В конце карьеры выступал за команды западной Украины, выступавшие в первенстве КФК. В сезоне 1993/94 сыграл три матча во второй лиге Украины за «Авангард» (Жидачив).
Умер 4 декабря 2013 года в Дрогобыче на 53-м году жизни.

## Личная жизнь
Дети:
- Загородняя (Микитенко) Мария Зеноновна (28 августа 1998, Дрогобыч).
- Загородний Александр Зенонович (20 октября 1978, Дрогобыч — 25 августа 2019, там же)